# Cascatinha (Curitiba)
Cascatinha é um bairro da cidade brasileira de Curitiba, Paraná. É vizinho do bairro de Santa Felicidade e esta localizado, em parte, da antiga Colônia de Santa Felicidade. 
O nome do bairro é em homenagem ao Rio Cascatinha (afluentes do Rio Barigui), que por sua vez, recebeu o nome de uma pequena cascata que hoje esta localizada dentro do terreno de um dos mais antigos restaurantes da região, o Restaurante Cascatinha, criado em 1949. Outra atração do bairro é a "Casa dos Gerânios", antiga construção histórica. 